# Velha Dongola

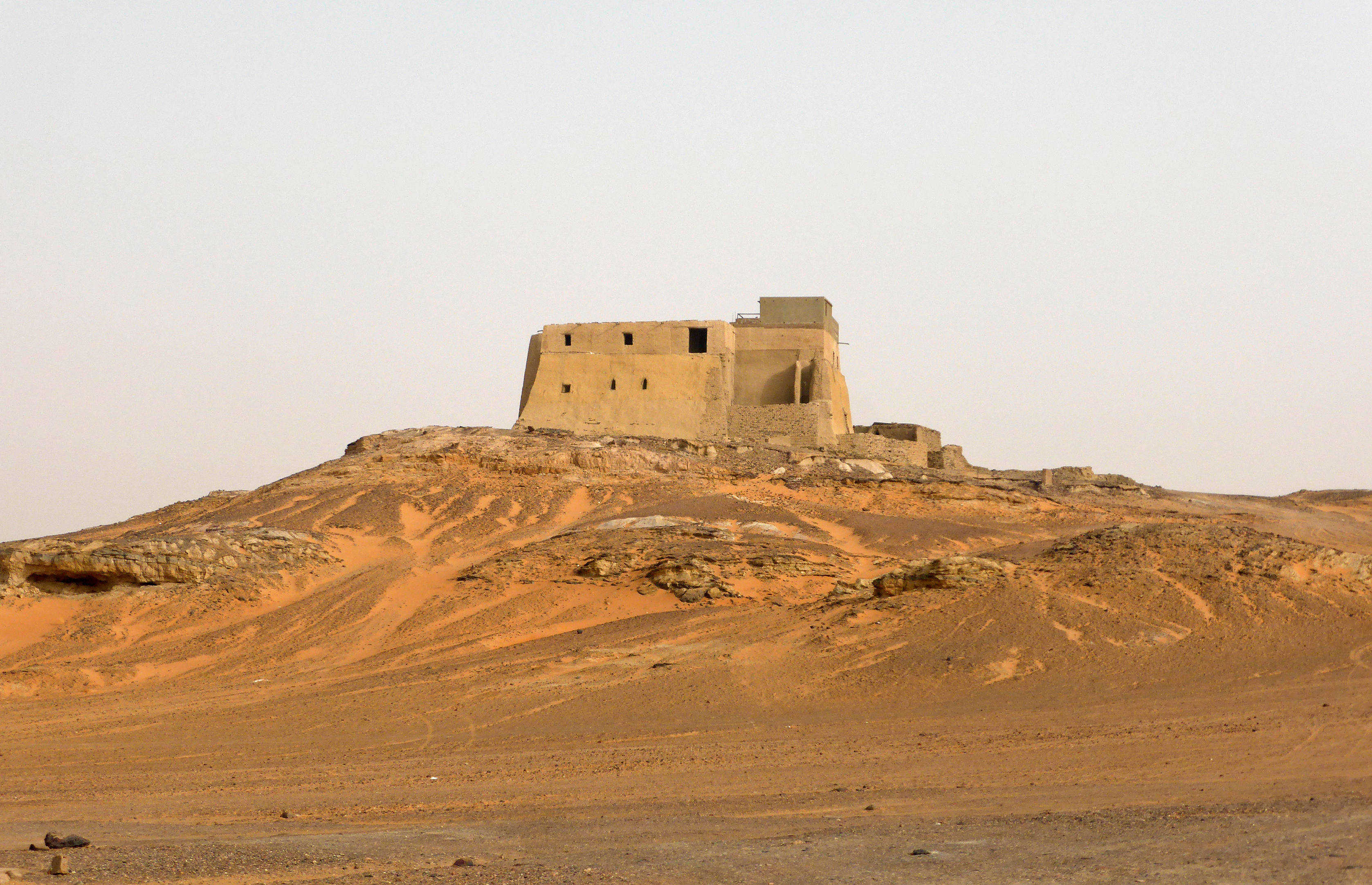
Sala do Trono

Velha Dongola (em núbio antigo: Tungul; دنقلا العجوز) é uma cidade deserta em ruínas no atual Estado do Norte no Sudão, localizado na margem leste do Rio Nilo, em frente a Uádi Houar. Uma cidade importante na Núbia medieval, e o ponto de partida para caravanas a oeste de Darfur e Cordofão, do final do século IV ao XIV, a Velha Dongola era a capital do Reino de Macúria. Uma equipe de arqueólogos poloneses está escavando a cidade desde 1964.
Um moderno centro urbano chamado Dongola foi criado no século XIX e se encontra 80 quilômetros a jusante do lado oposto do Nilo.

## Fundação e auge
Dongola foi fundada no final do século IV  como uma fortaleza, mas uma cidade logo evoluiu em torno dela. Mais tarde, com a chegada do cristianismo, tornou-se a capital de Macúria, e várias igrejas foram construídas. Estas incluem, utilizando os nomes que os arqueólogos contemporâneos lhes deram, o Edifício X e a Igreja com o Pavimento de Pedra. Estas duas estruturas foram erguidas a cerca de 100 metros de distância do centro da cidade murada, indicando que neste momento a cidade já se estendia sobre as paredes originais da fortaleza. O Edifício X foi logo substituído pela Igreja Velha.
Em meados do século VII, as duas principais igrejas foram destruídas, mas reconstruídas logo depois. Material de construção foi retirado da Igreja Velha e usado para reparar as muralhas da cidade. Arqueólogos acreditam que essa destruição ocorreu durante a Primeira (642) e a Segunda Batalha de Dongola (652).
No final do século VII, a Igreja das Colunas de Granito foi erigida sobre a Igreja Velha. Adornada com 16 colunas, cada uma com capitéis de granito ricamente decorados, talvez tenha se tornado a Catedral de Dongola.
O auge de Dongola ocorreu no século X. A Igreja dos Pavimentos de Pedra foi substituída pela Igreja Cruciforme nesta época. Dos edifícios que existiam em Dongola neste momento incluem-se muitas igrejas, pelo menos dois palácios e um mosteiro em seu lado norte. Várias casas estavam bem equipadas e tinham quartos de banho e pinturas nas paredes.
O Livro do Conhecimento, um diário de viagem compilado por um monge espanhol logo após 1348, menciona que os mercadores genoveses haviam se estabelecido em Dongola; eles podem ter ido àquela cidade em decorrência do tratado comercial de 1290 entre Gênova e o Egito.

## A Sala do Trono
A Sala do Trono é um imenso edifício maciço de defesa medindo 28 metros de comprimento, 18 metros de largura e 12 metros de altura, situado em um esporão rochoso a leste da fortaleza. Construído no século IX, neste edifício estava localizada a Sala do Trono dos reis da Macúria. Em 1317, foi transformada em mesquita, evento que foi registrado em uma estela de fundação erguida por Ceifadim Abedalá Barxambu. A sala do trono cerimonial no primeiro andar foi transformada em uma sala de oração. A mesquita permaneceu funcionando até 1969, quando o edifício foi convertido em um monumento histórico.

## Declínio
No entanto, durante os séculos XIII e XIV, a cidade entrou em declínio. Foi atacada por árabes várias vezes. Uma inscrição sobrevivente de 1317, registra uma expedição militar enviada pelo sultão do Egito para colocar seu candidato Abedalá, talvez um muçulmano núbio, no trono.
Na época do Sultanato de Senar Dongola se tornou a capital das províncias do norte. O viajante francês Charles-Jacques Poncet visitou a cidade em 1699 e, em suas memórias, descreveu-a como localizada na encosta de uma colina arenosa. Sua descrição de Dongola continua:
As casas estão mal construídas e as ruas meio desertas e repletas de montes de areia, ocasionadas por inundações nas montanhas. O castelo fica bem no centro da cidade. É grande e espaçoso, mas as fortificações são insignificantes. Ele mantém em êxtase os árabes, que são mestres do campo aberto.
Um grande cemitério islâmico com numerosas cubas (tumbas), foi erguido no século XVII, testemunhando a importância que Dongola teve nos tempos pós-medievais.